# Kalanchoe linearifolia
Kalanchoe linearifolia és una espècie de planta suculenta del gènere Kalanchoe, de la família de les Crassulaceae.

## Descripció
És un arbust glabre, perenne, regularment ramificat, d'1 a 1,5 m d'alçada. A mesura que les planta es fan més gran, sol desmanegar-se i pot necessitar el suport de la vegetació circumdant, o les branques cauen.
Les tiges són terete, molt llenyoses, amb tendència a enfiladisses. Les branques de flors són rígides i erectes i tenen a la part superior de dotze a quinze parells de fulles oposades. El primer entrenús superior fa aproximadament de 4 a 6,5 cm de llarg, i els següents van reduint la llargada fins al sisè, que fa 0,5 cm. Les cicatrius foliars són petites, laterals, no es troben entre elles i desapareixen ràpidament.
Les fulles són erectes, carnoses, decussades (oposades), sèssils, una mica canaliculades (solcades) a l'anvers, cilíndriques llargues, de color marró vermell, de 3 a 13 cm de llarg i de 4 a 10 mm d'ample, una mica restringides a la part inferior, no són amplexicaule, atenuades a la seva part superior fins a l'àpex agut.
Les inflorescències, a l'extrem de les branques, formen un tirs laxe de 4 a 13 cm de llarg i 5 a 13 cm d'ample. Pedicels de 6 a 8 mm de llarg. Aquesta inflorescència de vegades està formada per un cim de dues cares diverses vegades ramificat, de vegades compost per tres pedicels primaris que porten un cim de ramificació.
Les flors de color escarlata, erectes a esteses, amb forma d'urna. Calix verd, de color vermell, molt carnós, tub de 2 a 3 mm d'ample, lòbuls deltoides (triangulars), aguts, de 3 a 4 mm de llarg i de 4,5 mm d'ample. Corol·la urceolada, molt carnosa, de color vermell brillant, tub de 4 angles, de 7 a 11 mm de llarg, que s'estreny a la part inferior de la base no dilatada, atenuant-se gradualment cap a l'àpex, on s'estrenyen bruscament i acaba en llargs segments aguts, aquests segments són carnosos, carinats (amb una quilla visible) de 3 a 5 mm de llarg i 1,2 a 4 mm d'ample. Els lòbuls de la corol·la estan una mica recurvats cap a l'exterior. Estams lliures. La part superior dels filaments s'insereix entre dos pètals contigus just a sobre del centre del tub corol·lari, i no arriba al centre dels segments de la corol·la (no sobresurt). Anteres ovades-oblonges, de 2 a 2,5 mm. Nectaris rectangulars, de 0,6 mm de llarg i 1,5 a 2 mm d'ample. Estil de 2 a 3 mm de llarg.

## Distribució
Planta endèmica del sud de Madagascar, entre Ampanihy i Tanjona Vohimena. Creix sobre pedra calcària en matolls xeròfits.

## Taxonomia
Kalanchoe linearifolia va ser descrita per Emmanuel Drake del Castillo (Drake) i publicada al Bulletin du Muséum d'Histoire Naturelle. Paris. 41. 1903.

### Etimologia
Kalanchoe: nom genèric que deriva de la paraula cantonesa "Kalan Chauhuy", 伽藍菜 que significa 'allò que cau i creix'.
linearifolia: epítet llatí que significa 'de fulles lineals'.

### Sinonímia
- Kalanchoe bonnieri Raym.-Hamet